# Timofiej Borszczew
Timofiej Michajłowicz Borszczew (ros. Тимофей Михайлович Борщев, ur. w październiku 1901 w Kusarach w guberni bakijskiej, zm. 16 maja 1956 w Baku) – funkcjonariusz radzieckich organów bezpieczeństwa, generał porucznik, ludowy komisarz spraw wewnętrznych Turkmeńskiej SRR (1938-1941).

## Życiorys
Żyd, 1913 skończył 3 klasy szkoły miejskiej w Tbilisi, 1913-1920 pracował w fabryce, od grudnia 1918 w RKP(b). 17 maja 1920 aresztowany i wydalony z Azerbejdżanu, został funkcjonariuszem Czeki we Władykaukazie, od lipca 1920 pomocnik pełnomocnika i śledczy Azerbejdżańskiej Czeki, od czerwca do listopada 1923 szef biura politycznego rejonowej Czeki, 1924-1925 sekretarz Kolegium Azerbejdżańskiej Czeki, starszy pełnomocnik, a od 21 października 1930 do marca 1931 szef Wydziału Wschodniego GPU przy Radzie Komisarzy Ludowych Azerbejdżańskiej SRR. Od marca 1931 do maja 1933 zastępca szefa Wydziału Tajno-Politycznego GPU przy Radzie Komisarzy Ludowych Azerbejdżańskiej SRR, od maja 1933 do 4 grudnia 1935 szef Miejskiego Oddziału GPU/NKWD w Gandży/Kirowabadzie, od 4 grudnia 1935 do 8 stycznia 1937 pomocnik szefa Zarządu NKWD Azerbejdżańskiej SRR, od 13 stycznia 1937 kapitan bezpieczeństwa państwowego, od 8 stycznia do 17 listopada 1937 szef Wydziału III Zarządu Bezpieczeństwa Państwowego (UGB) NKWD Azerbejdżańskiej SRR, od 14 marca 1937 major bezpieczeństwa państwowego. od 17 listopada 1937 do 10 lipca 1938 zastępca ludowego komisarza spraw wewnętrznych Azerbejdżańskiej SRR, od 10 lipca 1938 do 26 lutego 1941 ludowy komisarz spraw wewnętrznych Turkmeńskiej SRR, od 14 marca 1940 starszy major bezpieczeństwa państwowego, od 26 lutego do 31 lipca 1941 zastępca szefa Zarządu II NKGB ZSRR, od sierpnia 1941 do 7 maja 1943 szef Zarządu NKWD obwodu swierdłowskiego, 14 lutego 1943 awansowany na komisarza bezpieczeństwa państwowego III rangi. Od 7 maja 1943 do 3 kwietnia 1948 szef Zarządu NKGB/MGB obwodu swierdłowskiego, od 9 lipca 1945 generał porucznik, od listopada 1948 do lutego 1952 zastępca przewodniczącego Komitetu Wykonawczego Rady Miejskiej Baku, od lutego do maja 1952 pomocnik sekretarza KC Komunistycznej Partii (bolszewików) Azerbejdżanu. Od maja 1952 do kwietnia 1953 zastępca kierownika Wydziału Organów Administracyjnych KC KP(b)A/KPA, od kwietnia do lipca 1953 szef Zarządu MWD Kolei Azerbejdżańskiej, 18 lipca 1953 zwolniony i przeniesiony na emeryturę. 23 listopada 1954 postanowieniem Rady Ministrów ZSRR pozbawiony stopnia generalskiego. 25 stycznia 1955 aresztowany w związku ze "sprawą Bagirowa, 26 kwietnia 1956 skazany na śmierć przez Wojskowe Kolegium Sądu Najwyższego ZSRR i rozstrzelany.

## Odznaczenia
- Order Lenina (12 maja 1945)
- Order Czerwonego Sztandaru (dwukrotnie - 26 kwietnia 1940 i 3 listopada 1944)
- Order Czerwonego Sztandaru Pracy (3 czerwca 1942)
- Order Czerwonej Gwiazdy (dwukrotnie - 22 lipca 1937 i 24 listopada 1942)
- Order Czerwonego Sztandaru Pracy Azerbejdżańskiej SRR (1932)
- Odznaka "Honorowy Funkcjonariusz Czeki/GPU (V)" (1924)
- Odznaka "Honorowy Funkcjonariusz Czeki/GPU (XV)" (26 maja 1933)

I 4 medale.